# Knivsta
 Coordenadas : formato inválido
Knivsta é uma pequena cidade da província histórica de Uppland . Tem cerca de 7 081 habitantes, e é a sede do município de Knivsta , no condado de Uppsala , situado no centro da Suécia. Está localizada a 20 km a sul de Uppsala.